# Reginald Hoskins
Pour les articles homonymes, voir Hoskins.
Arthur Reginald Hoskins né le 30 mai 1871 à Londres, au Royaume-Uni et mort le 7 février 1942 est un officier supérieur de l’armée britannique, ayant combattu en particulier pendant la Première Guerre mondiale.

## Éducation
Hoskins est éduqué à Westminster School, puis  à l’Académie royale militaire de Sandhurst.

## Les débuts de sa carrière militaire
Hoskins obtient sa première commission au North Staffordshire Regiment  le 23 mai 1891, est promu au grade de lieutenant le  9 janvier 1895, et en 1896 est  délégué à l’armée d’Égypte (placée sous commandement britannique depuis 1882). Il participe à l’expédition de Dongola, ainsi qu’à la guerre des mahdistes entre 1897 et 1899, au cours de laquelle il obtient une citation pour bravoure. À la fin de novembre 1899, il prend part aux opérations conduisant à la défaite de Khalifa,  et pour ses services au Soudan est recommandé à une promotion. Il reçoit aussi l’ordre du Médjidié (4e classe) en 1899.
En février 1900, il abandonne son poste avec l’armée égyptienne et rejoint le 2e bataillon de son régiment qui vient d’embarquer pour servir dans la seconde guerre des Boers en Afrique du Sud,. Il est promu capitaine le 20 mars 1900 et reçoit le jour suivant son brevet de promotion au grade de major. Il sert comme officier de renseignement et  aide de camp du major-general John Maxwell, gouverneur militaire de  Pretoria après l’annexion de cette ville.  Il reçoit le Distinguished Service Order (DSO). Hoskins combat ensuite dans la campagne de Somalie en 1902 et obtient encore une fois une citation. En 1903 il entre à l’École d’état major, à Camberley.

## Service pendant la Première Guerre mondiale
Après sa sortie de Camberley en 1905 il sert comme officier d’état-major en Égypte et à l’École d’état major. En août 1913 il retourne en Afrique de l’Est comme inspecteur des King's African Rifles. En septembre 1914,  Hoskins est rappelé d’Afrique et nommé  quartier maître général à la 8e division d’infanterie, qui est alors engagée sur le front occidental  de la Première Guerre mondiale. Le 12 novembre 1914 il devient chef d’état major  pour le Major General Thompson Capper (en). Hoskins est promu brigadier général le 25 mars 1915,  et chargé de commander la 8e brigade. Un an plus tard, au début de l’année 1916, il est transféré comme commandant de la 1re division d’Afrique dans la campagne d’Afrique de l’Est  Il est distingué  la même année comme Companion de l’Ordre de Saint-Michel et Saint-Georges. L’année suivante, il reçoit l’Ordre (russe) de Sainte-Anne (2e classe, à titre militaire), peu de temps avant sa suppression à cause de la révolution russe.
Hoskins devient commandant en chef des forces britanniques en Afrique de l’Est, le 20 janvier 1917, succédant à ce poste au général Jan Smuts. Quand il la prend en charge, l’offensive britannique s’est enlisée, les troupes étant mal approvisionnées et tombant malades à une large échelle. Hoskins réorganise le transport et les services médicaux, améliore les lignes de communation, avec l’intention de renouveler l’offensive quand les pluies particulièrement abondantes auront cessé. Mais il n’a pas la confiance du chef de l’état major, le général William Robertson, qui considère qu’Hoskins a perdu le contrôle des opérations et le remplace par le général sud-africain Jacob van Deventer le 23 avril 1917.
Hoskins sert alors, et jusqu’à la fin de la guerre, comme commandant de la 3e division (Lahore) dans la Campagne de Mésopotamie et dans celle du  Sinaï et de la Palestine. Il est fait chevalier commandeur de l’Ordre du Bain en 1919 et reçoit l’Ordre du Nil (2e classe)  en novembre de la même année,.

## Fin de carrière militaire et investissement politique
Son dernier poste, après la guerre, est celui d’officier général commandant la 46e division (North Midland) de juin 1919  à juin 1923. De 1921 à 1936 Hoskins est aussi colonel honoraire du régiment du North Staffordshire.
Il prend sa retraite de l’armée en 1923 et s’implique alors en politique, dans le Parti conservateur. Il est principal de deux institutions, le Philip Stott College, à Overstone, en 1928, et le Bonar Law Memorial College de 1928 à 1938 ; elles sont toutes deux chargées de l’entraînement du personnel et militants locaux conservateurs. Hoskins meurt en 1942.